# بلویدیر (نبراسکا)
بلویدیر(به انگلیسی: Belvidere) شهری در ایالت نبراسکا کشور ایالات متحده آمریکا است که جمعیت آن در سرشماری سال ۲۰۱۰ میلادی، ۴۸ نفر بوده‌است.